# Lijst van Israëlische autosnelwegen

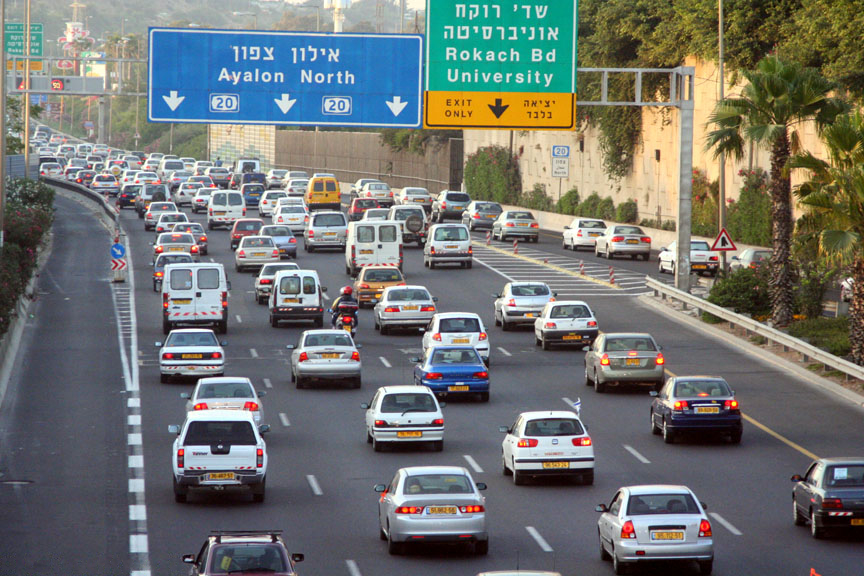
Route 20 (Ayalon Highway)

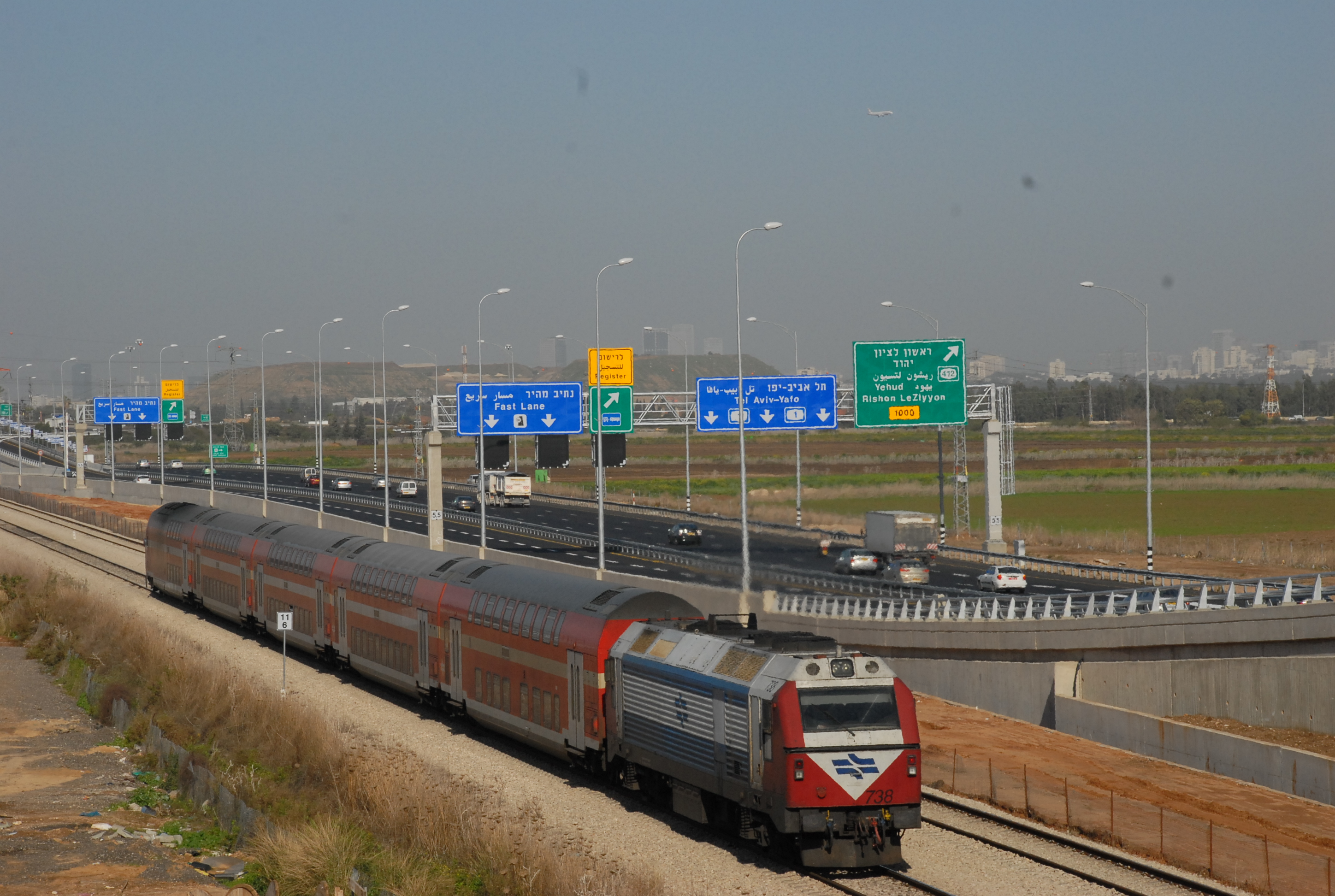
Route 1

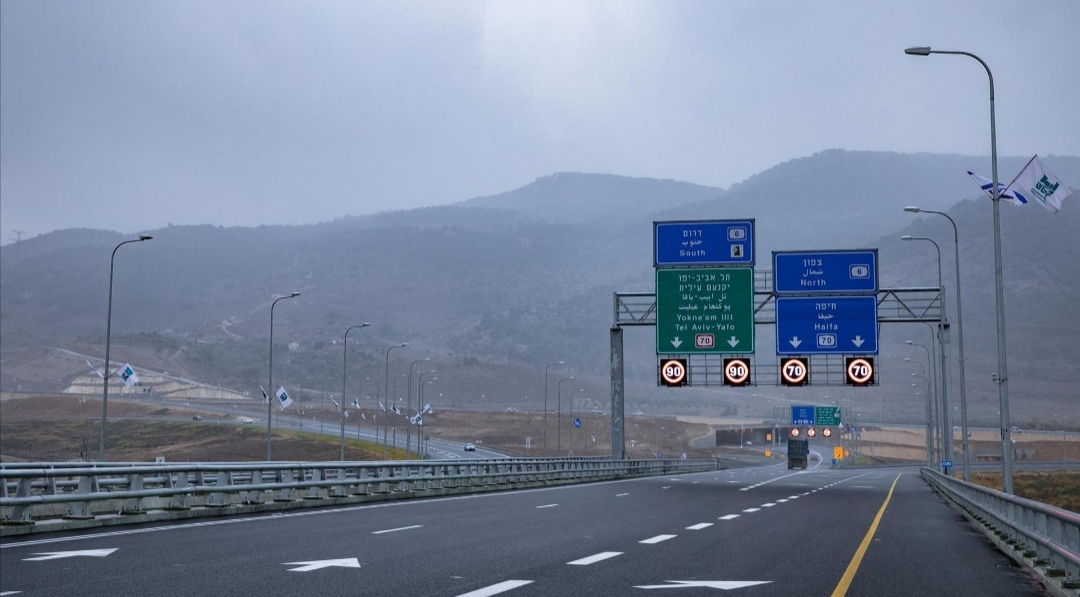
Route 6

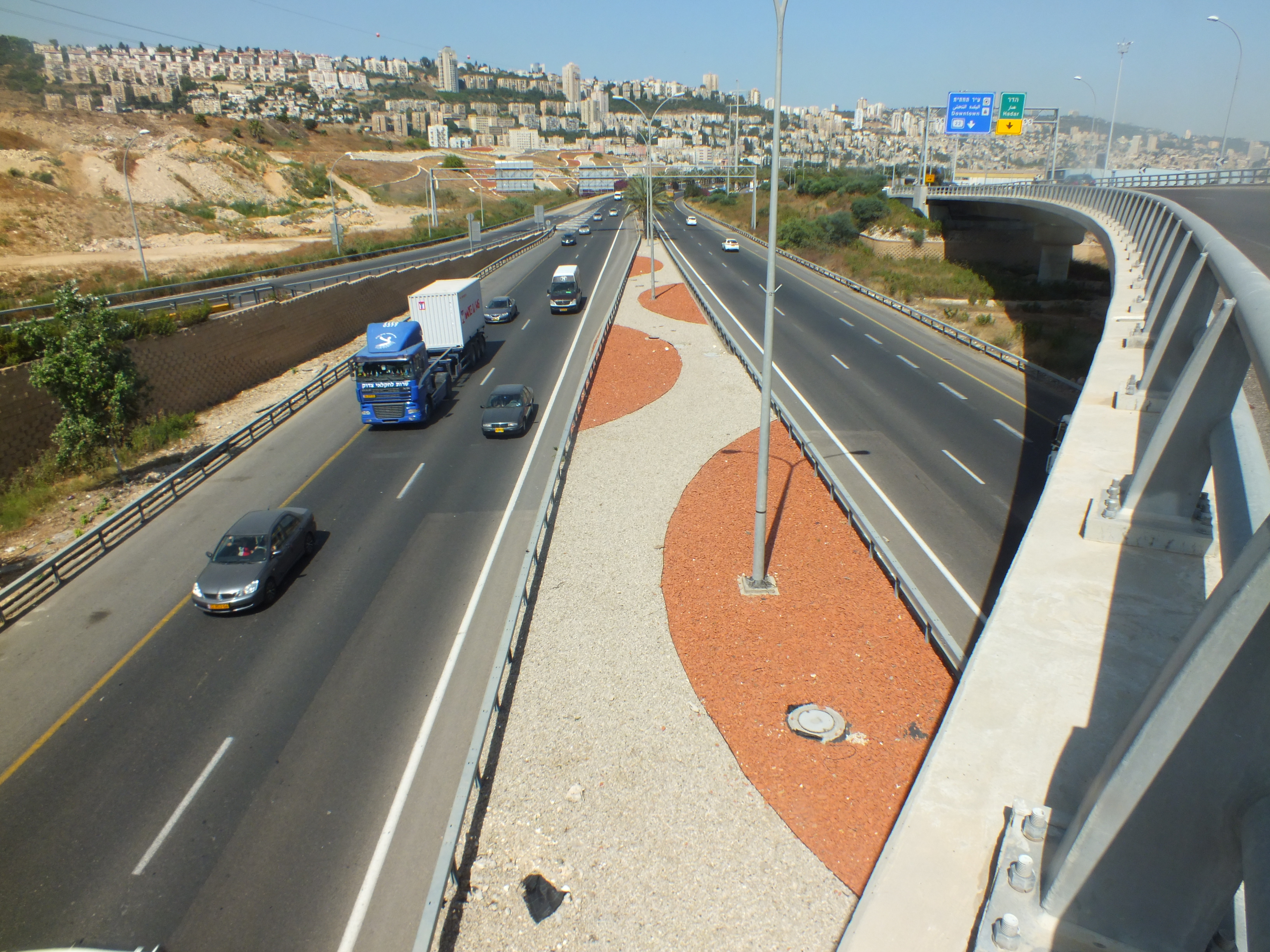
Route 22

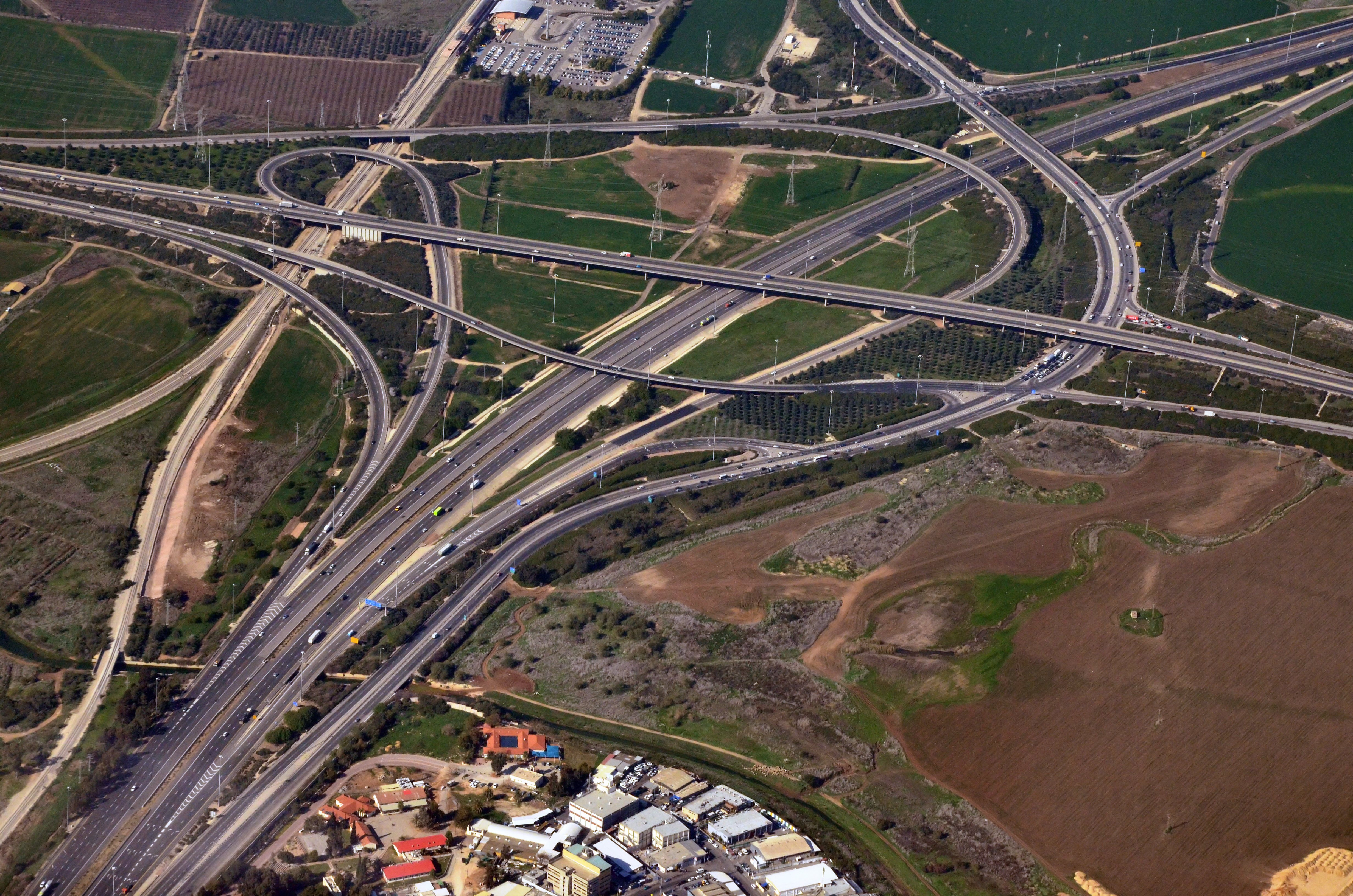
Knooppunt tussen route 5 en route 6

Hieronder volgt een lijst van autosnelwegen in Israël. Autosnelwegen hebben blauw-witte wegnummers en blauw-witte bewegwijzering.
| Schild | Nummer route/highway (Hebreeuws: Kvish) | Route                                                    |
| ------ | --- | -------------------------------------------------------- |
|        | Route 1 | Snelweg van 66 kilometer tussen Tel Aviv en Jeruzalem    |
|        | Route 2 | Snelweg van 77 kilometer tussen Tel Aviv en Haifa        |
|        | Route 4 | Snelweg van 43 kilometer rond Tel Aviv                   |
|        | Route 5 | Snelweg van 37 kilometer tussen Tel Aviv en Rosh Haayin  |
|        | Route 6 of Cross-Israel Highway (Hebreeuws: כביש חוצה ישראל, Kvish Chotzeh Yisrael) of Yitzhak Rabin Highway (Hebreeuws: כביש יצחק רבין, Kvish Yitzḥak Rabin) | Snelweg van 203 kilometer tussen Shoket en Somech        |
|        | Route 7 | Snelweg van 14 kilometer tussen route 4 en route 6       |
|        | Route 5 | Snelweg van 37 kilometer tussen Tel Aviv en Rosh Haayin  |
|        | Route 9 | Snelweg van 12 kilometer tussen route 2 en route 6       |
|        | Route 16 of Ariel Sharon Highway (Hebreeuws: דרך אריאל שרון),                                                                                                 | Snelweg van 5 kilometer tussen route 1 en route 5        |
|        | Route 16 of Ariel Sharon Highway (Hebreeuws: דרך אריאל שרון)                                                                                                  | Snelweg van 5 kilometer tussen route 1 en route 5        |
|        | Route 20 of Ayalon Highway (Hebreeuws: נתיבי איילון) | Snelweg van 35 kilometer door Tel Aviv                   |
|        | Route 22 | Ringweg om Haifa van 17 kilometer                        |
|        | Route 23 of Carmel Tunnels (Hebreeuws: מנהרות הכרמל) | Tunnelweg door Haifa van 9 kilometer                     |
|        | Route 431 | Snelweg tussen Rishon LeZion en Modi'in van 23 kilometer |